# 張思聰
张思聪（？—？年），字達卿，浙江绍兴府山陰縣人，民籍。明朝政治人物，正德甲戌進士。

## 生平
正德八年（1513年）癸酉科浙江乡试舉人，九年（1514年）联捷甲戌科二甲第一百二名進士，授南京郎中，参与大礼议，嘉靖七年（1528年）出为赣州府，历保宁府知府，升湖广按察司副使，十六年十二月升河南布政使司右参政。嘉靖十八年（1539年），世宗南巡，入河南境，抵裕州，供具不給。張思聰、副使胡廷祿、陳逅、南陽知府王維垣皆下詔獄，黜為民。

## 家族
祖父张应符。